# Sergio Rico
Sergio Rico González (* 1. September 1993 in Sevilla) ist ein spanischer Fußballtorhüter. Der einmalige Nationalspieler steht seit 2024 beim al-Gharafa Sports Club unter Vertrag.

## Karriere

### Verein
Rico spielt bereits seit seiner Jugend für den FC Sevilla. Am 20. Februar 2011 kam er erstmals für dessen zweite Mannschaft beim 5:1-Sieg gegen die AD Ceuta in der drittklassigen Segunda División B zum Einsatz. Seit der Saison 2011/12 gehört Rico dem Profikader an. Sein Debüt in der Primera División gab er am 14. September 2014 beim 2:0-Heimsieg gegen den FC Getafe. In der Europa League absolvierte er in der Spielzeit 2014/15 drei Gruppenspiele und alle Spiele der K.-o.-Runde, die er mit Sevilla am 27. Mai 2015 nach dem 3:2-Finalsieg gegen den FK Dnipro wie schon im Vorjahr gewann. Durch den Sieg qualifizierte sich die Mannschaft für die Champions League. In der Liga kam Rico in der Saison zu 21 Einsätzen und beendete sie mit dem Team auf dem fünften Tabellenplatz. In der Saison 2015/16 absolvierte er 34 Ligaspiele und gewann mit Sevilla, nachdem man in der Champions League als Gruppendritter gescheitert war, zum dritten Mal in Folge die Europa League. Zur Spielzeit 2018/19 wurde Rico bis Saisonende an den FC Fulham in die Premier League verliehen.
Die Saison 2019/20 spielte er auf Leihbasis bei Paris Saint-Germain. Für die Franzosen kam er hinter Keylor Navas zu 10 Pflichtspieleinsätzen und gewann national die Meisterschaft, den Pokal sowie den Ligapokal. Darüber hinaus erreichte er mit der Mannschaft das Finale der Champions League, unterlag dort jedoch dem FC Bayern München mit 0:1. Zur Saison 2020/21 erwarb PSG die Transferrechte an Rico, der einen neuen Vertrag bis zum 30. Juni 2024 unterschrieb und in der Spielzeit zu 13 Einsätzen kam. Nach nur einem Ligaspiel in der ersten Hälfte der Saison 2021/22 wurde der Torhüter im Januar 2022 für sechs Monate an RCD Mallorca verliehen, wo er in 14 Spielen im Tor stand. Auch nach seiner Rückkehr gab es für ihn kein Vorbeikommen an Paris’ Stammtorwart Gianluigi Donnarumma und er blieb in der Spielzeit 2022/23 – in der seine Mannschaft erneut die Meisterschaft gewann – wettbewerbsübergreifend ohne Pflichtspieleinsatz.
Nach Auslaufen seines Vertrags in Paris wechselte Rico im September 2024 zum al-Gharafa Sports Club nach Katar, wo er jedoch in der heimischen Qatar Stars League bis 30. Juni 2025 nicht spielberechtigt ist.

### Nationalmannschaft
Am 1. Juni 2016 debütierte Rico für die spanische A-Nationalmannschaft beim 6:1-Testspielsieg gegen Südkorea, als er in der 74. Minute für Iker Casillas eingewechselt wurde. Anschließend wurde er für die Europameisterschaft 2016 in Frankreich als dritter Torhüter in den spanischen Kader berufen, kam dort jedoch nicht zum Einsatz.

## Erfolge
FC Sevilla
- Europa-League-Sieger: 2014, 2015, 2016

Paris Saint-Germain
- Französischer Meister: 2020, 2023
- Französischer Pokalsieger: 2020, 2021
- Französischer Ligapokalsieger: 2020
- Französischer Supercupsieger: 2020
- Champions-League-Finalist: 2020

## Reitunfall
Am 28. Mai 2023, dem Tag nach dem Gewinn der französischen Meisterschaft, erlitt Rico bei einem schweren Reitunfall ein Schädel-Hirn-Trauma, als er am Rande des Nationalparks Coto de Doñana in seiner Heimat Andalusien von seinem Pferd fiel. Sein Zustand wurde zunächst als „ernst“ beschrieben und der Spanier für rund drei Wochen in ein künstliches Koma versetzt. Am 18. August 2023 konnte er das Krankenhaus in Sevilla verlassen. Im Dezember 2023 gab Rico bekannt, dass er in den Profifußball zurückkehren möchte. 492 Tage nach dem Unfall gab er sein Comeback beim 4:2-Sieg vom Al-Gharafa SC gegen al Ain Club in der AFC Champions League.